# 하드웨어 레지스터
디지털 전자공학 특히, 컴퓨팅 분야에서 하드웨어 레지스터(hardware register)는 플립플롭으로 구성된 회로로, 종종 메모리와 유사한 특성을 갖는다. 주로 소프트웨어와 주변장치간의 인터페이스를 위한 저장공간으로 쓰인다. 하드웨어 레지스터는 주요 주변장치의 내부에 포함되어 있고, 메모리 맵 I/O나 포트 맵 I/O의 의미에 따라서 컴퓨터의 중앙 처리 장치를 나타낸다.
특히 초기화 동안에,  "환경설정"과 주기능의 시작을 포함하는 하드웨어 레지스터의 일반적인 사용은, "버퍼 저장공간" (예시로 그래픽 카드를 위한 비디오 메모리)과, 하드웨어 장치에 발생되는 주요한 사건 같은 "상황 보고"가 있다.
읽어진 하드웨어 레지스터는 프로세서에 의한, "읽기"나 "저장" 명령과 접근한 그것의 메모리나 포트주소를 포함한다. 하드웨어 레지스터는 워드로 주소화되지만, 레지스터를 읽거나 쓰는데, 가끔씩 워드의 몇 비트만 사용한다.
스트로브 레지스터(strobe register)는 데이터를 저장하지 않는 하드웨어 레지스터이지만 접근할 때 동작을 트리거링 수단처럼 사용된다. 신호의 수단이다.

## 같이 보기
- 레지스터 전송 언어